# Paul Penhoët
Paul Penhoët, né le 28 décembre 2001 à Clamart, est un coureur cycliste français, membre de l'équipe Groupama-FDJ.

## Biographie

### Débuts
Paul Penhoët commence le vélo en 2010 à l'école de cyclisme du CSM Clamart, en catégorie pupilles (9-10 ans). Chez les jeunes, il court aussi bien sur route que sur piste.
En catégorie cadets (15-16 ans), il obtient ses premières victoires sur route. En 2018, il est sacré champion d'Île-de-France juniors sur route et quintuple champion régional sur piste, parmi les juniors (moins de 19 ans). Il se distingue ensuite au niveau international sur la piste en terminant à la tête de sa série de qualification sur l’américaine des championnats du monde. Il finit finalement 6e de la finale, associé à Donavan Grondin.
En 2019, il obtient deux victoires au niveau national. Il termine aussi deuxième d'une manche de la Coupe de France juniors et sixième de La Bernaudeau Junior. Dans le même temps, il intègre l'équipe de France. Bon sprinteur, il termine deuxième du classement par points sur la Course de la Paix juniors, après deux podiums et une place de 4e sur cette course. En septembre, il se classe neuvième et meilleur français du championnat d'Europe juniors, à Alkmaar. Sur piste, il remporte deux titres aux championnats de France : sur la scratch et dans la course tempo.

### Carrière professionnelle

#### Espoir avec la continentale Groupama-FDJ (2020-2022)

##### 2020: premières courses sans victoires
En 2020 après ses années junior, il devient professionnel dans l'équipe continentale Groupama-FDJ, équipe formatrice associée à l'équipe World Tour du même nom. Il participe malgré tout à quelques courses avec l'équipe première, avec la Brussels Cycling Classic, où il finit 24e, ainsi que Paris-Chauny, où il accompagne Arnaud Démare, qu'il finit 62e.

##### 2021: premières victoires
Après une année 2020 où il n'a fait aucun résultat notable, il remporte en mai 2021 la course élite nationale Châtillon-Dijon, où il obtient sa première victoire sous les couleurs de l'équipe continentale Groupama-FDJ. Son année 2021 n'est pas en reste, puisqu'il remporte quelques jours plus tard le tour d'Eure-et-Loir ainsi que la troisième étape, victoires qu'il considère comme les meilleures qu'il a eu jusqu'à présent. Il remporte une dernière victoire lors de la troisième étape de l'Étoile d'or, avant d'obtenir une place d'honneur au championnat du monde sur route espoirs remporté par Filippo Baroncini. Il participe également à diverses courses avec l'équipe première, tels que la Polynormande ou le Tour du Poitou-Charentes.

##### Janvier - juillet 2022: derniers mois dans la continentale
Ses derniers mois avec l'équipe continentale de la FDJ sont marqués par une participation grandissante avec l'équipe première, avec qui il participe au Tour d'Oman ou aux Boucles de la Mayenne. Il remporte durant ce laps de temps une étape du Tour de Normandie où il finit 3e du classement général, ainsi qu'une médaille d'or de la course en ligne aux Jeux méditerranéens à Oran. Notons également une place d'honneur aux championnats d'Europe espoirs, où il accroche le top 10.

#### 2022: Montée en équipe première
Penhoët rejoint l'équipe première Groupama-FDJ le 1er août 2022, et dispute dès le 14 août une course sous ses "nouvelles couleures", la Polynormande, où il finit 26e. Il participe ensuite au Tour du Poitou-Charentes, où il est désigné leader et sprinteur de la FDJ. Il s'illustre dès la première étape en finissant 3e mais est déclassé à la suite d'un "geste d'intimidation",. On retrouvera le natif de Clamart sur la première partie de la troisième étape, où il n'est devancé que par Marc Sarreau, puis sur la dernière étape, qu'il achève 4e. Il réalisé en outre son premier top 15 sur une course .1.
Son année 2022 se conclut par une nouvelle huitième place aux championnats du monde de cyclisme sur route espoirs, ainsi qu'un top 15 sur Binche-Chimay-Binche.

#### 2023: Tour du Finistère, des top 5 en World Tour
Il commence sa saison 2023 lors de la Schwalbe Classic, critérium australien remporté par Caleb Ewan, qu'il finit 8e, avant de participer à sa première course World Tour avec le Tour Down Under, lui aussi en Australie, où il affiche l'ambition de remporter une étape. Il signe son premier top 5 en World Tour à l'occasion de la première étape, seulement devancé par des sprinteurs reconnus tels que Phil Bauhaus, vainqueur, ou Michael Matthews. Il réalise un nouveau top 5 en finissant 4e de la quatrième étape. Même si le Français n'a pas rempli son objectif initial, il déclare que  " cela reste assez satisfaisant".
Ses mois de février et mars sont marqués par diverses places d'honneur, avec un top 10 sur la Classique d'Alméria, ainsi qu'une 4e place sur la troisième étape et une 6e place sur la première étape du Tour de l'Algarve. Il obtient de nouveaux accessits au mois de mars, avec une 4e place sur la Classic Loire-Atlantique et une 7e sur la Roue Tourangelle. Il participe à la même occasion à sa première classique belge, avec Bruges-La Panne, en tant que coéquipier au service d'Arnaud Démare.
Après un mois d'avril pratiquement transparent, ne réalisant guère qu'un top 10 sur la quatrième étape du Tour du Pays de la Loire, il signe sa première victoire professionnelle le 13 mai 2023 sur le Tour du Finistère, en devançant Sandy Dujardin et Axel Zingle. Il participe ensuite aux Quatre Jours de Dunkerque, où on le retrouve régulièrement aux avant-postes, sans pour autant gagner, avec un podium sur la première étape, ainsi qu'un top 5 sur la quatrième étape.
Penhoët aborde l'été sur la Route d'Occitanie après un abandon sur la Brussels Cycling Classic, où il accroche la 3e place sur la première étape malgré des crampes aux mollets, avant d'accrocher un top 10 le lendemain. Il participe ensuite au Tour de Pologne, où son seul fait d'arme est une 5e place sur la dernière étape. Il participe ensuite à la Polynormande, remportée par Arnaud De Lie, qu'il achève à la 9e place, avant de participer au Tour du Poitou-Charentes, désigné sprinteur de la Groupama-FDJ. Longtemps en tête lors du sprint de la 1re étape, il se fait devancer dans les cinquante derniers mètres par Søren Wærenskjold, vainqueur, et Giovanni Lonardi,. Revanchard, il remporte la 2e étape en s'imposant nettement après être sorti du peloton dans la toute fin du parcours, et s'empare du même coup du maillot blanc de leader du classement général, qu'il perd le lendemain lors de l'étape 3b, un contre-la-montre qu'il achève 47e. Il fait une nouvelle 3e place lors de la dernière étape, battu par Marc Sarreau et Iúri Leitão, et finit 19e de cette course dont il remporte le classement par points.
Il reprend la compétition début septembre en participant à la victoire de son coéquipier Valentin Madouas sur la Bretagne Classic, avant de jouer sa carte sur le Grand Prix de Fourmies, où il finit 5e et premier Français, notamment devant son ancien leader Arnaud Démare. Troisième de Paris-Chauny puis deuxième du Tour de Vendée derrière Démare, ce dernier résultat lui permet de remporter l'édition 2023 de la Coupe de France.

#### 2024
En janvier 2024, Groupama-FDJ annonce que Penhoët est blessé à un ligament du genou droit, ce qui entraîne son absence des compétitions pour une durée estimée à trois mois.

## Caractéristiques
Selon Nicolas Boisson, son entraîneur à la Continentale Groupama-FDJ, Paul Penhoët est un sprinteur qu'il considère comme étant « la relève d'Arnaud Démare ». Il fait son retour le 9 mai, avec une quatrième place sur le Circuit de Wallonie. Lors des Quatre Jours de Dunkerque, disputés la semaine suivante, il termine deuxième de deux étapes, ainsi que du classement général.

## Palmarès sur route

### Par année
- 2019
  - 2e étape du Tour du Couesnon Marche de Bretagne
  - 2e étape de La Cantonale Juniors
  - 2e du Prestige Junior-Tour du Val de Saône
  - 9e du championnat d'Europe sur route juniors
- 2021
  - Châtillon-Dijon
  - Tour d'Eure-et-Loir : 
    - Classement général
    - 3e étape

  - 3e étape de l'Étoile d'or
  - 8e du championnat du monde sur route espoirs
- 2022
  -  Médaillé d'or de la course en ligne des Jeux méditerranéens
  - 5e étape du Tour de Normandie
  - 2e du Youngster Coast Challenge
  - 3e du Tour de Normandie
  - 8e du championnat du monde sur route espoirs
  - 10e du championnat d'Europe sur route espoirs
- 2023
  - Vainqueur de la Coupe de France de cyclisme
  - Vainqueur du classement des jeunes de la Coupe de France de cyclisme
  - Tour du Finistère
  - 2e étape du Tour Poitou-Charentes en Nouvelle-Aquitaine
  - 2e du Tour de Vendée
  - 3e de Paris-Chauny
- 2024
  - 2e des Quatre Jours de Dunkerque
  - 2e de Paris-Chauny
- 2025
  - 2e de la Route Adélie de Vitré

### Résultats sur les grands tours

#### Tour de France
1 participation
- 2025 : 111e

### Classements mondiaux
| Année                                 | 2020  | 2021 | 2022 | 2023 | 2024 |
| ------------------------------------- | ----- | ---- | ---- | ---- | ---- |
| Classement mondial                    | 1686e | 540e | 347e | 106e | 189e |
| UCI Europe Tour                       | 1252e | 434e | 277e | 87e  | nc   |
|                                       |       |      |      |      |      |
| Légende : nc = non classéSource : UCI |       |      |      |      |      |

## Palmarès sur piste

### Championnats de France
- Saint-Quentin-en-Yvelines 2019
  -  Champion de France de scratch juniors
  -  Champion de France de la course tempo juniors